# かぐら
かぐらは、関隆浩と飯嶋康平の2人から成る日本のフォークデュオ。2004年8月にデビュー。現在のレコード会社はシンクバンクレコーズ。所属事務所は、株式会社シンクバンクレコーズであるが、株式会社シンクバンクと業務提携している。結成は2000年。2012年に解散。

## メンバー
- 関隆浩（せき たかひろ） ボーカル&ギター&横笛
茨城県立土浦湖北高等学校、流通経済大学出身
所属囃子：石岡囃子香丸連
臨床心理カウンセラー
- 飯嶋康平（いいじま こうへい） ボーカル&ピアノ&横笛
常総学院高等学校、駒澤大学出身
所属囃子：江戸祭囃子将門囃子社中

## 概要
「かぐら」は横笛、太鼓などを演奏し、踊りも舞うバンドである。
1stミニアルバムは元LINDBERGの平川達也がプロデュースした。
- 2006年、レコード会社移籍と同時に「神楽」から「かぐら」に改名した。
- 2009年、3回目のレコード会社移籍で現在の㈱シンクバンクレコーズと契約。
- 2011年、フジテレビ系列『ウチくる!?』のエンディングテーマ曲に、『恋の三部作』から「花恋〜かれん〜」が抜擢される。同時にTOKYO MXの『クイズ!先端tic』のエンディングテーマ曲になる。

2012年、活動休止後自然解散。